# South Park: The Stick of Truth
South Park: The Stick of Truth je videoigra igranja vlog, ki jo je razvilo podjetje Obsidian Entertainment v sodelovanju s South Park Digital Studios, na osnovi animirane televizijske serije South Park. Izšla je  marca 2014 v založbi Ubisoft za sisteme Microsoft Windows, PlayStation 3 in Xbox 360. Dogajanje sledi neimenovanemu Novemu mulcu (New Kid), ki se s starši priseli v naslovno mesto in se zaplete v epsko igro vlog z ljudmi, čarovniki in vilinci, ki se bojujejo za nadzor nad Palico Resnice (Stick of Truth). Dogajanje hitro eskalira in pripelje udeležence v konflikt z nezemljani, naci zombiji in vladnimi silami, zaradi česar grozi uničenje celotnemu mestu.
Tudi risankasta grafična podoba posnema serijo, igralec v 2,5-D perspektivi nadzoruje svoj lik v tretjeosebnem pogledu in raziskuje South Park, govori s prebivalci ter opravlja naloge, z napredovanjem pa pridobiva dostop do prej zaprtih območij. Na začetku mu dodeli enega od štirih arhetipskih razredov likov: bojevnika, tatu, čarovnika ali Juda, ki imajo različne sposobnosti. S podpornimi liki se bojuje proti sovražnikom in proti njim uporablja vrsto napadov na blizu, na daleč ter magičnih prdcev.

## Razvoj
Avtorja serije, Trey Parker in Matt Stone, sta stopila v stik z ekipo Obsidian z idejo igre igranja vlog, ki bi zgledala enako kot serija. Razvoj se je pričel leta 2009 in vpletena sta bila v vseh fazah: napisala sta scenarij, svetovala pri grafični podobi in, tako kot v seriji, posodila glasove mnogim likom. Kljub temu izdelava ni potekala gladko. Prvotni založnik, THQ, je v tem obdobju bankrotiral in v začetku leta 2013 je pravice prevzel Ubisoft. Sprva napovedani izid v začetku leta 2013 so večkrat prestavili, do marca 2014, ko je igra dejansko izšla.

## Odziv
Igra The Stick of Truth je bila deležna pretežno pozitivnega odziva kritikov, ki so pohvalili komičen scenarij, grafično podobo in zvestobo izvirni seriji. Manj odobravanja je bil deležen boj, ki je prelahek in ne nudi izziva, kritiki pa so izpostavili tudi nekaj hroščev, ki lahko ovirajo napredovanje.
V nekaterih regijah so morali igro cenzurirati zaradi zgodbe, ki vključuje motive splava, in nacistične ikonografije; Parker in Stone sta sporne scene nadomestila s podrobnimi tekstovnimi opisi dogajanja.

Na račun dobrega sprejema je 17. oktobra 2017 izšlo nadaljevanje z naslovom South Park: The Fractured but Whole, 13. februarja 2018 pa še predelava za konzoli PlayStation 4 in Xbox One.